# Dolce Vita (album)
Dolce Vita je prvi samostojni album slovenskega glasbenika Guštija.

## Seznam skladb
1. "Balkanuej" (vokali Buda)
2. "Zvone zvona" (vokali Bajaga)
3. "Mine leto" (vokali Polona Kasal)
4. "Odvisen" (vokali Tomi Meglič)
5. "Pod vrbo 1" (vokali Aleš Hadalin)
6. "Dolgčas" (vokali Anđa Marić & Gušti)
7. "Sama s sabo" (vokali Alya)
8. "Kaj pa ti" (vokali Janja Tekavec & Polona Kasal)
9. "Ja i ti" (vokali Anđa Marić)
10. "Ios" (vokali Borut Marolt)
11. "Vedno zame" (vokali Polona Kasal)

## Zasluge
- Sodelujoči glasbeniki: Alya, Momčilo Bajagić, Buda, Blaž Celarec, Peter Dekleva, Dejan Došlo, Aleš Dvořak, Miha Guštin, Aleš Hadalin, Jaka Jarc, Aljoša Jerič, Polona Kasal, Tibor Kerekes, Davor Klarič, Anže Langus, Tomi M., Anđa Marič, Dušan Nedovič, Orkester Mandolina, Borut Marolt, Vitalij Osmačko, Žare Pak, Tanja Pirc, člani Slovenske filharmonije, Alen Steržaj, Nina Škrjanc, Žare Vojnovič, Mitja Vrhovnik-Smrekar, Janja Tekavec, Andrej Zavašnik
- Posneto v: Studio Kif Kif, Studio Metro, Studio 14 Radia Slovenija, Studio Oliver
- Producent in tonski mojster: Žare Pak
- Mix: Zed, asistent: Tars Vervaecke @ Synsound Studio, Bruxelles, BE & Žare Pak @ Pavarotti Music Centre, BiH
- Mastering: Bjorn Engelmann / Thomas Eberger @ Cutting Room, Solna, SE
- Oblikovanje in fotografije: Samoa
- Izvršni producent: Igor Ivanič